# Västermo kyrka

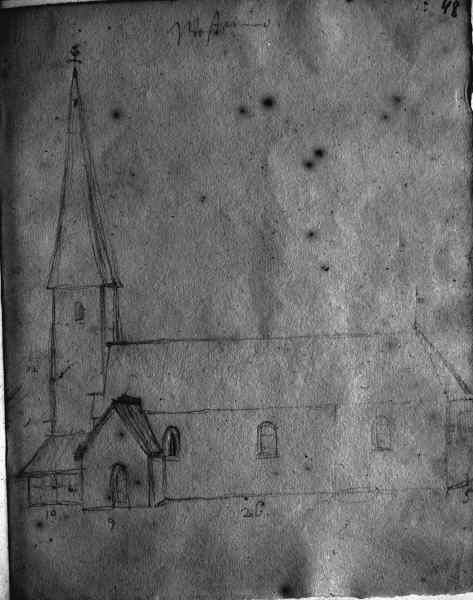
Västermo kyrka omkring 1686 kort innan det medeltida tornet revs.

Västermo kyrka är en kyrka som tillhör Västra Rekarne församling, Eskilstuna kommun.

## Kyrkobyggnaden
Kyrkans äldsta delar uppfördes under 1100-talet. Troligen på 1300-talet utvidgades koret till samma bredd som långhuset. En sakristia kan ha tillkommit samtidig, vapenhuset tillkom troligen på 1400-talet. Under 1400-talet infogades troligen även kyrkans valv. Man infogade då inga valvpelare eller några stävpelare, och i stället har man på flera ställen tvingats öka murbredden för att klara valvens vikt. I början av 1660-talet förlängdes koret ännu mer åt öster och fick sin nuvarande tresidiga avslutning. Utbyggnaden fick först ett platt trätak, vilket 1797 byttes ut mot ett trätunnvalv. 1687 revs det medeltida tornet och kyrkan förlängdes västerut, även här försågs kyrkan först med ett platt trätak, som 1800 byttes ut mot ett tunnvalv. Nuvarande sakristia öster om koret byggdes 1795. I de snedställda väggarna mot koravslutningen som tillkom på 1600-talet fanns ursprungligen ljusöppningar, men de sattes igen 1793. I stället förstorades de existerande fönstren, och norrsidan som tidigare saknat fönster fick sådana, det första 1776 och det sista 1803. 1911 byggdes en värmekammare vid södra sidan. I samma renoveringen 1911 sattes trappstegsgavlar upp på kyrkan. Då satts upp utan myndigheternas tillstånd fick församlingen tillstånd att avlägsna dem, vilket skedde 1956. Vapenhuset vid södra sidan inreddes 1983 till väntrum.

## Inventarier
- Nuvarande predikstol från 1630 och Öja kyrka sattes upp 1911. Tidigare predikstol som tillkom 1803 var en altarpredikstol.
- Ovanför altaret hänger sedan 1941 en målning av Kristus på korset utförd 1626 av Theodor Rombouts. Den är troligen identisk med den målning som 1687 sattes upp mot den då tresidigt brutna gavelväggen. Den togs ned 1803 men kom lyckligtvis att bevaras.
- I koret finns ett fragment av en dopfunt från 1200-talet. Den nuvarande dopfunten är ett arbete från början av 1600-talet
- Bland kyrksilvret märks en kalk med patén, ursprungligen medeltida men år 1700, troligen i samband med en omförgyllning försedd med Magnus Fleming och hans hustru Wendela Stålarms vapen. Värhulta ägde ungefär hälften av alla gårdar i Västermo socken och dess ägare har spelat en central roll för kyrkan. Bland övriga silverföremål märks också en oblatask donerad av dessas dotter Christina Sofia Fleming och hennes make greve Knut Posse.[1]

## Ljusredskap
Mässingsljuskronan i koret härrör från 1600-talet. I långhuset hänger en krona som skänktes till kyrkan 1700 av kyrkoherden Gustaf Elingius och hans hustru. En annan från mitten av 1800-talet skänktes av moderförsamlingen Öja, som tack för att man fått använda Västermo kyrka under ombyggnaden av Öja kyrka.

## Kyrkklockor
- Storklockan skänktes 1912 till kyrkan av klockarne Wallinder och hans hustru.
- Mellanklockan är av senmedeltida typ, men saknar inskrifter.
- Lillklockan har en utförligt inskription som dokumenterar dess tillkomst: "Gudi till ära och Wästermo Socken till nytte och gagn hafver hederlige och Välerde Kjörkoheran M. Christiern Bergman och Sokenmenner ärlige och beskedelige Pär Erichson, Stafen LS., Nils ES hafver förfordrat then klocken. Gloria in Exelsis Deo. - Soli Deo Gloria Ano 1683".

### Orgel
- 1687 skänktes en orgel till kyrkan.
- 1852 renoveras en orgel av Johan Lund, Stockholm med 10 stämmor och en manual.
- 1878 bygger E A Setterquist & Son, Örebro en orgel med 10 stämmor och 1 manual. Orgeln blev invigd 3 november 1878.[2]
- Den nuvarande orgeln är byggd 1941 av Olof Hammarberg, Göteborg. Orgeln är pneumatisk och har 4 fasta kombinationer och registersvällare. Fasaden och en del pipor är från 1878 års orgel.

| Huvudverk I     | Svällverk II      | Pedal       | Koppel   |
| Principal 8´    | Rörflöjt 8´       | Subbas 16´  | I/P      |
| Gedakt 8´       | Salicional 8´     | Octavbas 8´ | II/P     |
| Oktava 4´       | Principal 4´      | Flöjt 4´    | II/I     |
| Flöjt 4´        | Gemshorn 4'       |             | I 4'/I   |
| Kvinta 2 2/3    | Nasard 2 2/3'     |             | II 16'/I |
| Oktava 2'       | Svegel 2'         |             | II 4'/P  |
| Mixtur 3-4 chor | Ters 1 3/5'       |             |          |
|                 | Dulcian 8'        |             |          |
|                 | Tremulant         |             |          |
|                 | Crescendosvällare |             |          |

## Bilder

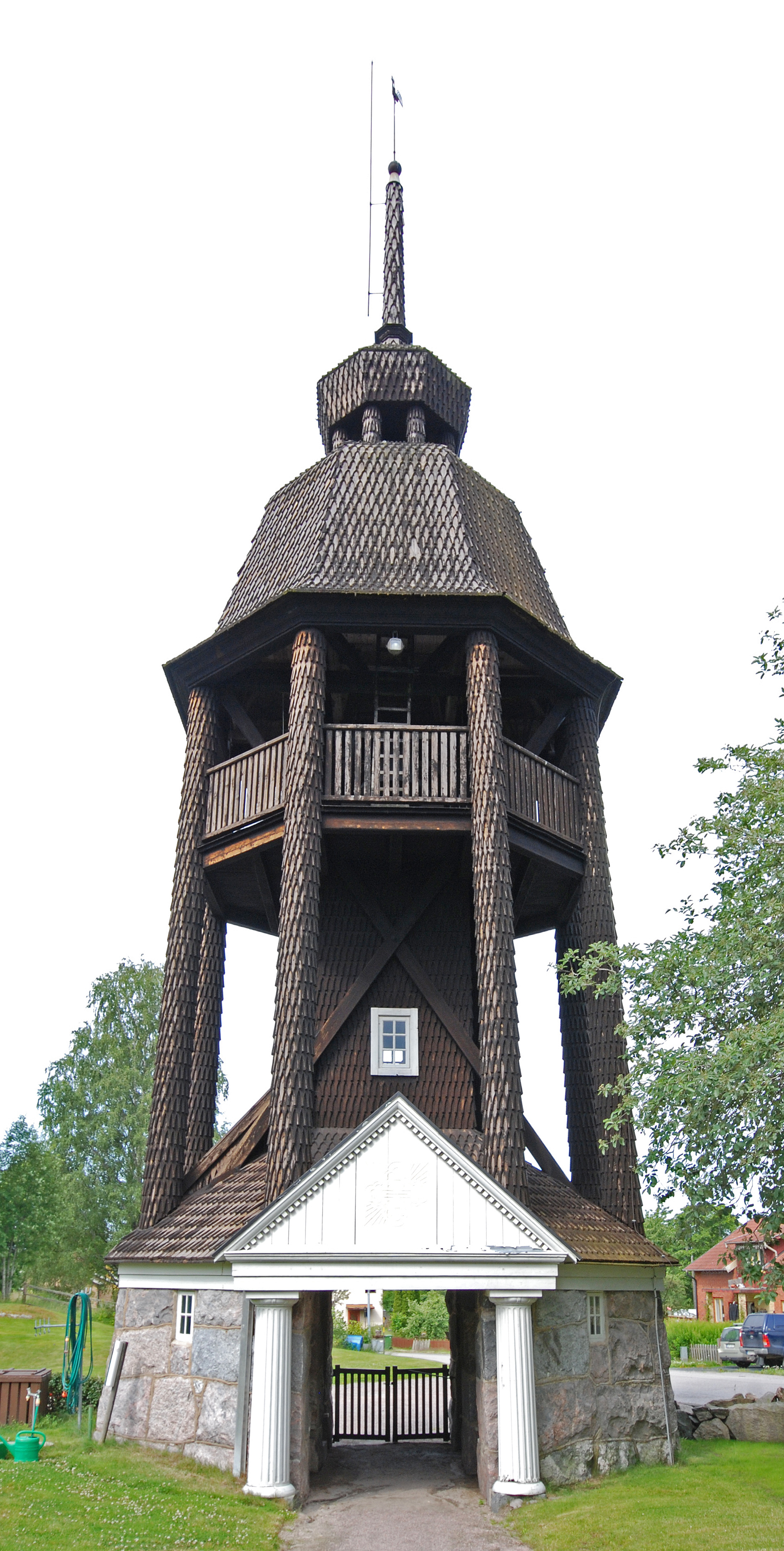
Klockstapeln